# Alejandro Zohn
Alejandro Zohn (geboren als Alexander Zohn Rosenthal am 8. August 1930 in Wien; gestorben  2000 in Guadalajara) war ein mexikanischer Architekt.

## Leben
Alexander Zohn Rosenthals Familie floh nach dem Anschluss Österreichs nach Paris und gelangte 1939 nach Mexiko.
Alejandro Zohn studierte an der Universidad de Guadalajara und wurde 1955 zum Bauingenieur graduiert. Danach arbeitete er an der Architekturfakultät und machte im Jahr 1963 das Architektenexamen. Er wurde bei Mathias Goeritz, Ignacio Díaz Morales, Bruno Cadore Marcolongo und Horst Hartung Franz ausgebildet.

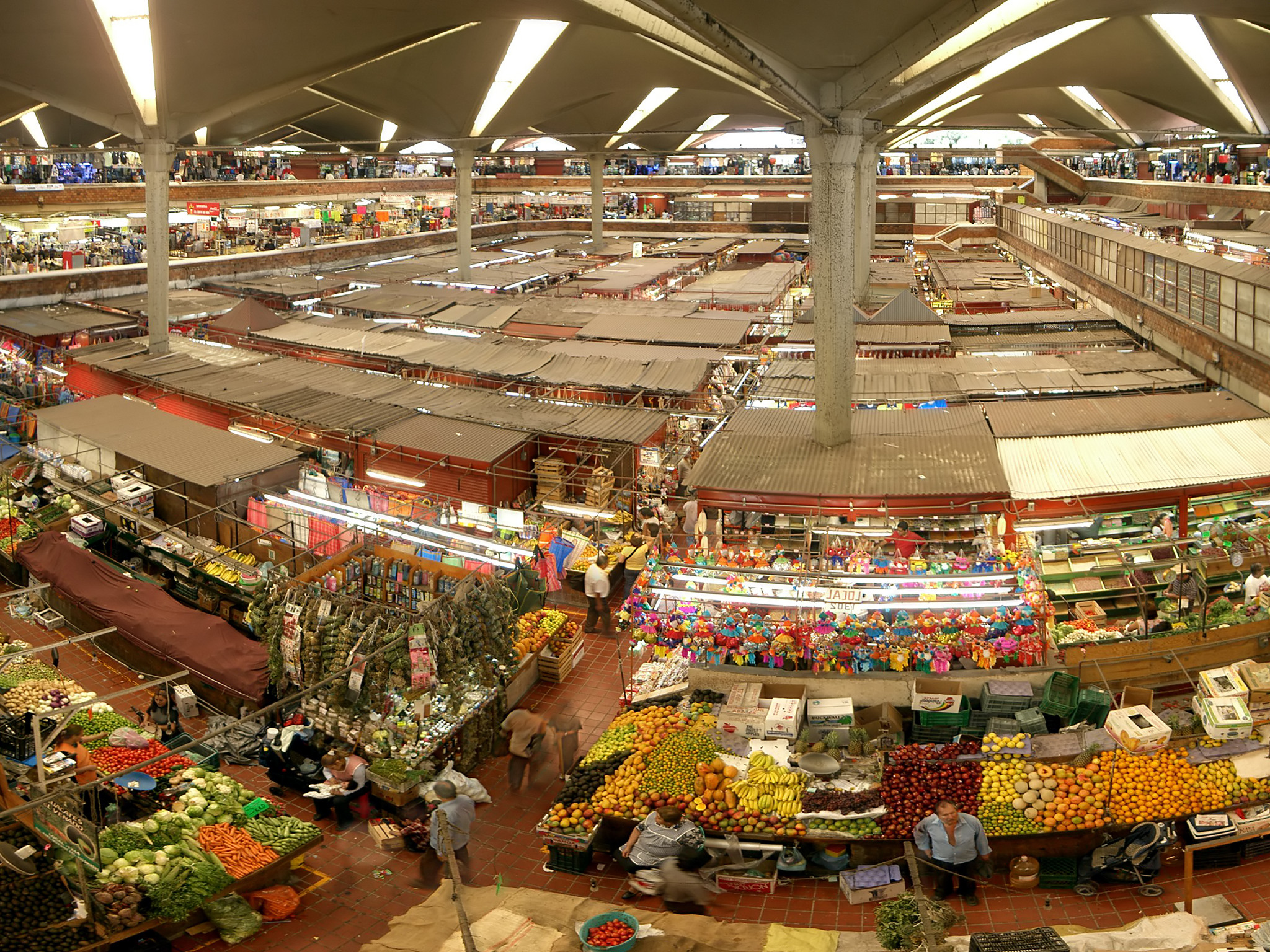
Mercado San Juan de Dios (erbaut 1958, Aufnahme 2007)

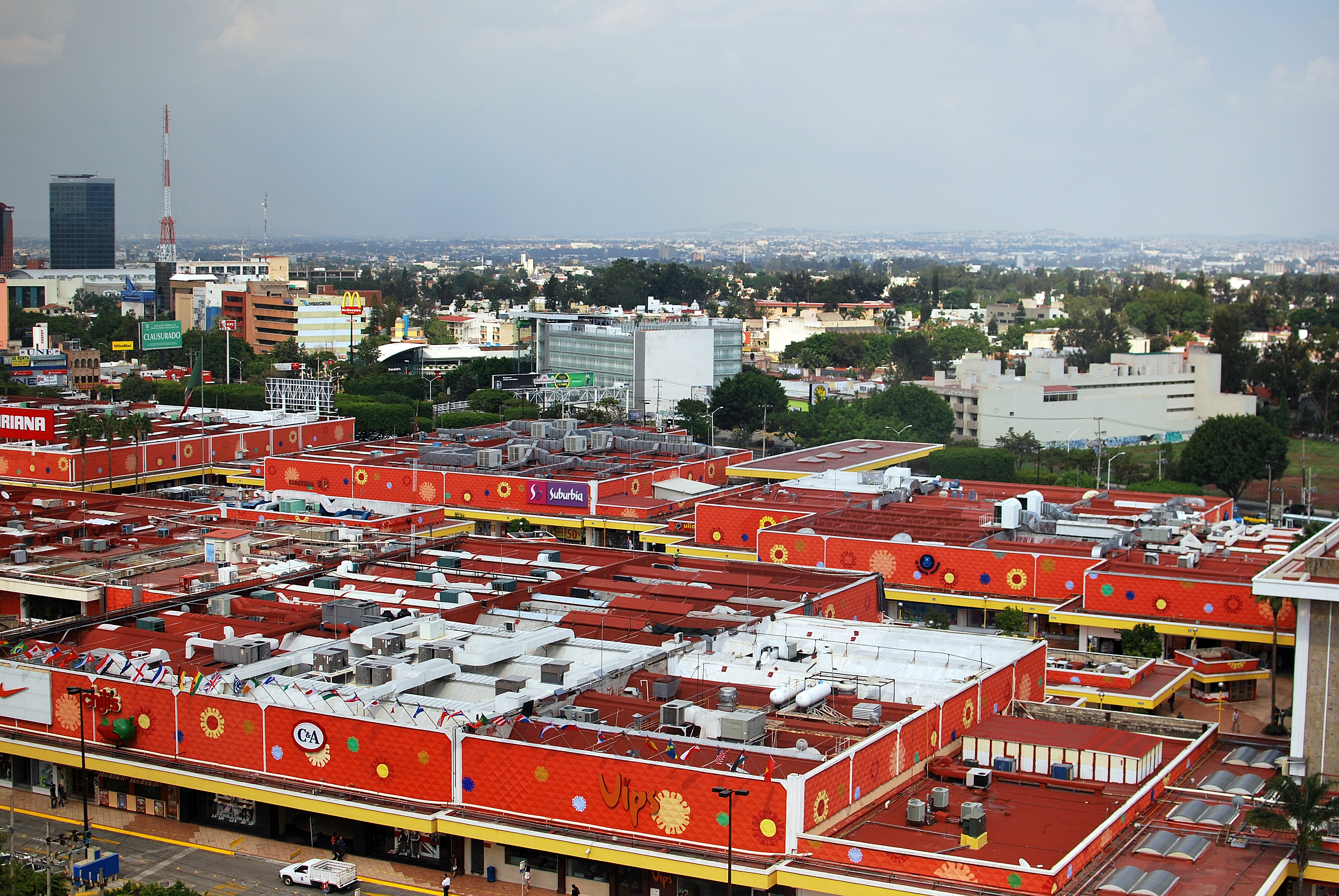
Plaza del Sol (erbaut 1969, Aufnahme 2012)

Während seiner über vierzigjährigen Tätigkeit baute er ausschließlich in Guadalajara und im Staat Jalisco. Er begann mit der Hörmuschel im Agua Azul Park (1958), dem Mercado San Juan de Dios (Mercado Libertad) (1958) und dem nach López Mateos benannten Sportzentrum Unidad Deportiva (1962). Weitere Bauten sind das Internado Cervantes, das Hotel de los Reyes, die Iglesia del Nazareno (1967); weiterhin die Banco Refaccionario de Jalisco (1973), das Centro urbano en Miravalle (1975), die Shopping Mall Plaza del Sol, das Mulbar Einkaufszentrum und das Archivo del Estado de Jalisco (1989).
Er war auch im Wohnungsbau beschäftigt und plante den Hauskomplex CTM-Atemajac (1979).

## Schriften (Auswahl)
- Markthalle in Guadalajara, Mexiko. In: Bauen + Wohnen. Deutsche Ausgabe. München : Verlag Bauen & Wohnen, 1961, S. 420–421 ISSN 0005-6529.
- Manual de vegetación urbana para Guadalajara, Jalisco. Guadalajara : Editorial Agata, 1995.
- Alejandro Zohn. México : Menhir Libros, 1997.
- Entorno e identidad. México, D.F. : Menhir, 1997.
- Nuevo mercado libertad : San Juan de Dios.